# Pedro Pruna
Pedro Pruna, né le 4 mai 1904 à Barcelone (Catalogne, Espagne) et mort le 7 janvier 1977 dans la même ville, est un peintre catalan, élève de Pablo Picasso.

## Biographie
Pedro Pruna peint très tôt à Paris et il devient le protégé de Pablo Picasso qui l'introduit sous la recommandation de Sebastián Junyer Vida dans les grands cercles intellectuels et d'art moderne de la ville. Sa peinture est délicate et rappelle les scènes de Picasso dans son style «néoclassique», juste avant sa période surréalisme
Il devient scénographe et concepteur de costumes pour les ballets russes de Serge de Diaghilev.
Pendant la guerre d'Espagne, il soutient la dictature de Franco mais sans en être un farouche partisan. Il s’installera ensuite à la Sala Parés, une galerie d'art de Barcelone, où il continuera de peindre des œuvres au style calme et raffiné. Il a réalisé les peintures de la nouvelle chapelle de l'église Sainte-Anne de Barcelone.
Il a été membre de l'Académie royale catalane des beaux-arts de Saint-Georges.
Jordi Bonàs a été son élève, ayant travaillé dans son entourage de 1954 à 1959.